# Jack Giarraputo
Jack Giarraputo (* in Patchogue, New York) ist ein US-amerikanischer Filmproduzent. Die meisten seiner Produktionen sind Filmkomödien. Er arbeitet sehr oft mit Adam Sandler zusammen.
Giarraputo begann seine Tätigkeit im Filmgeschäft als einmaliger Drehbuchautor der The Ben Stiller Show im Jahr 1992, zudem war er bis 1993 als Assistent von Judd Apatow bei dieser Sendung tätig. 1995 war er als Aufnahmeleiter (associate producer) an der Adam Sandler Komödie Billy Madison – Ein Chaot zum Verlieben beteiligt. In den folgenden Jahren stieg er zum eigenständigen Produzenten auf und war seither an mehr als 40 Produktionen beteiligt.

## Filmografie (Auswahl)
- 1998: Eine Hochzeit zum Verlieben (The Wedding Singer)
- 1998: Waterboy – Der Typ mit dem Wasserschaden (The Waterboy)
- 2000: Little Nicky – Satan Junior (Little Nicky)
- 2002: Hot Chick – Verrückte Hühner (Hot Chick)
- 2002: Mr. Deeds
- 2002: Adam Sandlers acht verrückte Nächte (Eight Crazy Nights)
- 2003: Dickie Roberts: Kinderstar (Dickie Roberts: Former Child Star)
- 2003: Die Wutprobe (Anger Management)
- 2005: Deuce Bigalow: European Gigolo
- 2005: Spiel ohne Regeln (The Longest Yard)
- 2006: Klick (Click)
- 2006: Die Bankdrücker (The Benchwarmers)
- 2007: Chuck und Larry – Wie Feuer und Flamme (I Now Pronounce You Chuck & Larry)
- 2008: Leg dich nicht mit Zohan an (You Don’t Mess with the Zohan)
- 2008: House Bunny (The House Bunny)
- 2008: Bedtime Stories
- 2009: Der Kaufhaus Cop (Paul Blart: Mall Cop)
- 2010: Kindsköpfe (Grown Ups)
- 2011: Bucky Larson: Born to Be a Star
- 2011: Meine erfundene Frau (Just Go with It)
- 2011: Der Zoowärter (Zookeeper)
- 2011: Jack und Jill
- 2012: Der Chaos-Dad (That’s My Boy)
- 2013: Kindsköpfe 2 (Grown Ups 2)
- 2014: Urlaubsreif (Blended)
- 2015: Der Kaufhaus Cop 2 (Paul Blart: Mall Cop 2)
- 2025: Happy Gilmore 2